# ZIGGY 〜IN WITH THE TIMES〜
『ZIGGY ～IN WITH THE TIMES～』（ジギー・イン・ウィズ・ザ・タイムス）は、日本のロックバンド・ZIGGYの1枚目のオリジナル・アルバム。

## 概要
- ZIGGYのメジャーデビューアルバム。
- 「I'M GETTIN' BLUE」と「6月はRAINY BLUES」はMVも制作された。
- 2019年には再録版をリリース。同年11月にFC会員、ライブ会場限定で発売し翌年1月には流通盤も発売。
- アルバムのレコーディング中、プロデューサーに「歌詞が日本語に聞こえないので、もう少しハッキリ歌うように」と指摘されたというエピソードがある。

## 収録曲
| 全作詞・作曲: 森重樹一（※特記以外）。 |                          |                        |                        |      |
| #                                     | タイトル                 | 作詞                   | 作曲・編曲             | 時間 |
| 1.                                    | 「EASTSIDE WESTSIDE」    | 森重樹一 （※特記以外） | 森重樹一 （※特記以外） | 2:48 |
| 2.                                    | 「MAKE IT LOUD」         | 森重樹一 （※特記以外） | 森重樹一 （※特記以外） | 3:35 |
| 3.                                    | 「I'M GETTIN' BLUE」     | 森重樹一 （※特記以外） | 森重樹一 （※特記以外） | 3:59 |
| 4.                                    | 「BIRDS ON STRINGS」     | 森重樹一 （※特記以外） | 森重樹一 （※特記以外） | 4:18 |
| 5.                                    | 「LAZY BEAT」            | 森重樹一 （※特記以外） | 森重樹一 （※特記以外） | 2:06 |
| 6.                                    | 「上海GIRL」             | 森重樹一 （※特記以外） | 森重樹一 （※特記以外） | 3:28 |
| 7.                                    | 「HOW」(※作曲: 戸城憲夫) | 森重樹一 （※特記以外） | 森重樹一 （※特記以外） | 3:44 |
| 8.                                    | 「CRISIS」               | 森重樹一 （※特記以外） | 森重樹一 （※特記以外） | 2:44 |
| 9.                                    | 「I WANT YOUR LOVE」     | 森重樹一 （※特記以外） | 森重樹一 （※特記以外） | 2:28 |
| 10.                                   | 「BOOGIE WOOGIE TRAIN」  | 森重樹一 （※特記以外） | 森重樹一 （※特記以外） | 3:53 |
| 11.                                   | 「6月はRAINY BLUES」     | 森重樹一 （※特記以外） | 森重樹一 （※特記以外） | 4:59 |
| 合計時間:                             | 合計時間:                | 38:02                  |                        |      |

## タイアップ
「I'M GETTIN' BLUE」
テレビ朝日系『ど〜する!?TVタックル』エンディングテーマ。